# Devecseri vár
A devecseri vár vagy más néven devecseri Esterházy-kastély Veszprém vármegyében, Devecser város belterületének északi részén található. A kastély és a hozzá tartozó, nagy kiterjedésű park is a kisváros egyik főutcájának számító 7324-es út mellett található, alig néhány száz méterrel onnan, ahol az út kiágazik a 8-as főútból és keresztezi a Székesfehérvár–Szombathely-vasútvonalat. A parkban jelentős károkat okozott a 2010-es ajkai vörösiszap-katasztrófa.

## Története
A Bakony hegység északi lábánál, a csodálatos szépségű Somló közelében fekszik Devecser kisvárosa, melynek sok történelmi vihart túlélt várában jelenleg könyvtár működik.
Az első adatok a 15. századból vallanak arról, hogy a környéken birtokos Choron nemesi família egy udvarházban lakott, amelyet azonban 1514-ben Dózsa György felkelő keresztes csapatai elpusztítottak. Az újjáépített lakóházat a törökkel vívott vesztes 1526-os mohácsi csata utáni időszakban a belháborús viszonyok miatt várszerűen megerődítették, vagyis erős kőfallal vették körbe, amit magas őrtorony tagolt, míg körülötte vizesárokkal oltalmazták. Védelmi ellenálló erejét jelzi, hogy 1532-ben a Bécs városának ostromára indult óriási szultáni seregek lovasportyázói nem bírták lerohanni, rendes ostromára pedig nem volt elegendő idő. Devecser erődítménye is részét képezte a haditanács által kialakított végvárrendszernek, amellyel próbálták megállítani a hódító Oszmán Birodalom hordáinak betöréseit a magyar és osztrák területekre. Mivel azonban nem került sor az ágyúkkal vívott hadviselés szabályainak megfelelő kiépítésére, nem számították a jelentősebb végvárak közé. 1562 tavaszán a devecseri vitézek is részt vettek a hegyesdi vár visszafoglalásában, amit még az előző esztendőben szálltak meg a törökök. 1583-ban Choron Margit házassága révén a dúsgazdag Nádasdy bárói család szerezte meg, de mivel nem ez volt a szálláshelyük, nem sok gondot fordítottak az omladozó végvárra. 1626-tól előbb zálogként, majd örökbirtokul az Esterházy főnemesi család tulajdonába került át, így tántoríthatatlan Habsburg-hűségük miatt nem robbantották fel, mint oly sok feleslegessé vált magyar erődítményt.
A késő gótikus eredetű, de reneszánsz hatásokat is mutató épületet 1790-ben R. Zillach tervei alapján késő barokk, majd a 19. században Voyta Adolf tervei szerint eklektikus stílusban megújították.
A 18. században jelentősebb mértékben átépítették, részben megfosztották külső védműveitől, lecsapolták és barokk kastélykertté alakították át a közeli halastavat is. Manapság az egykori Choron-várban működik Devecser városának nyilvános könyvtára, melynek termeiben megcsodálhatók a reneszánsz ajtó- és ablakkeretek.

## Képgaléria

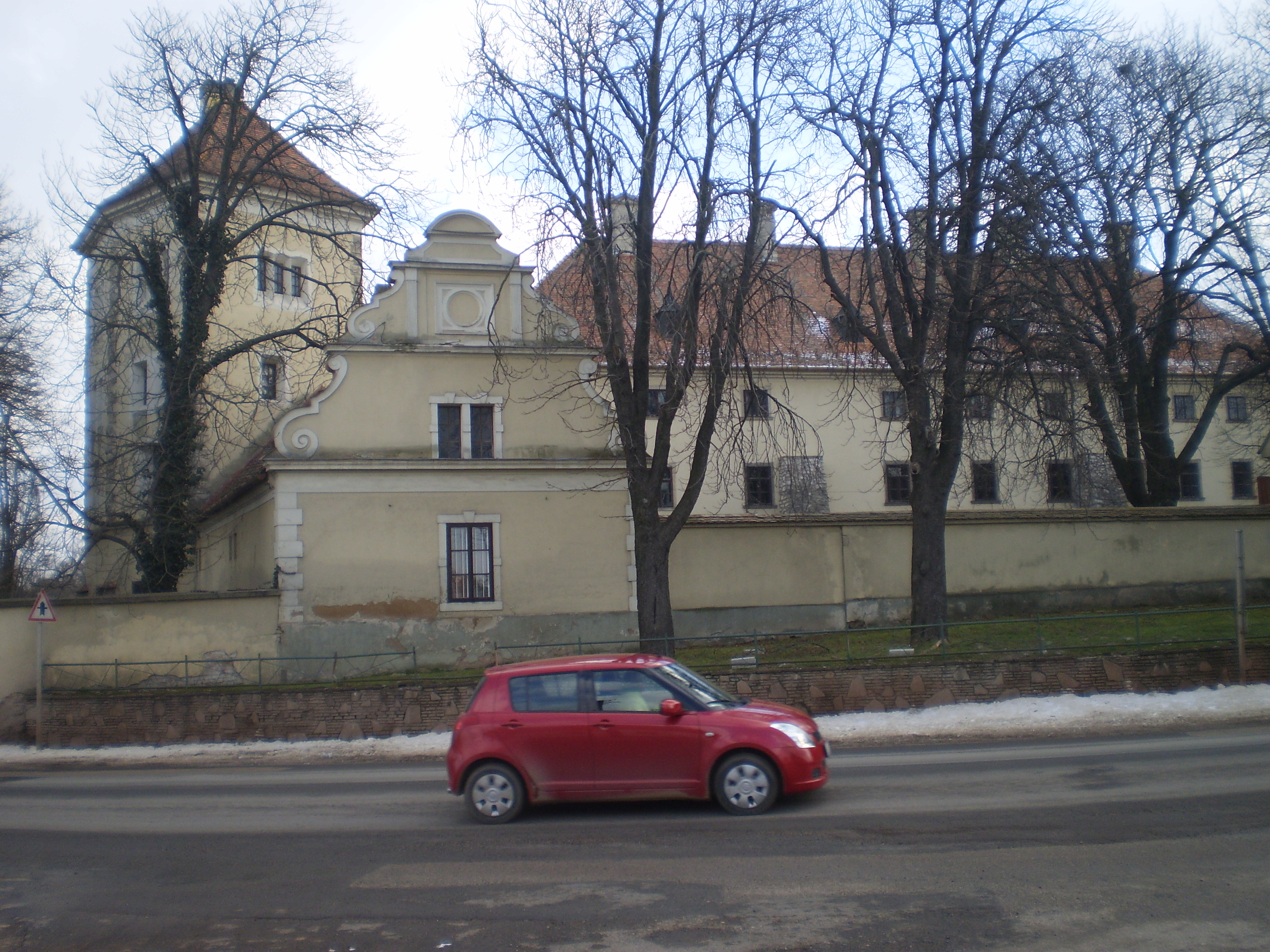
A kastély az utca felől
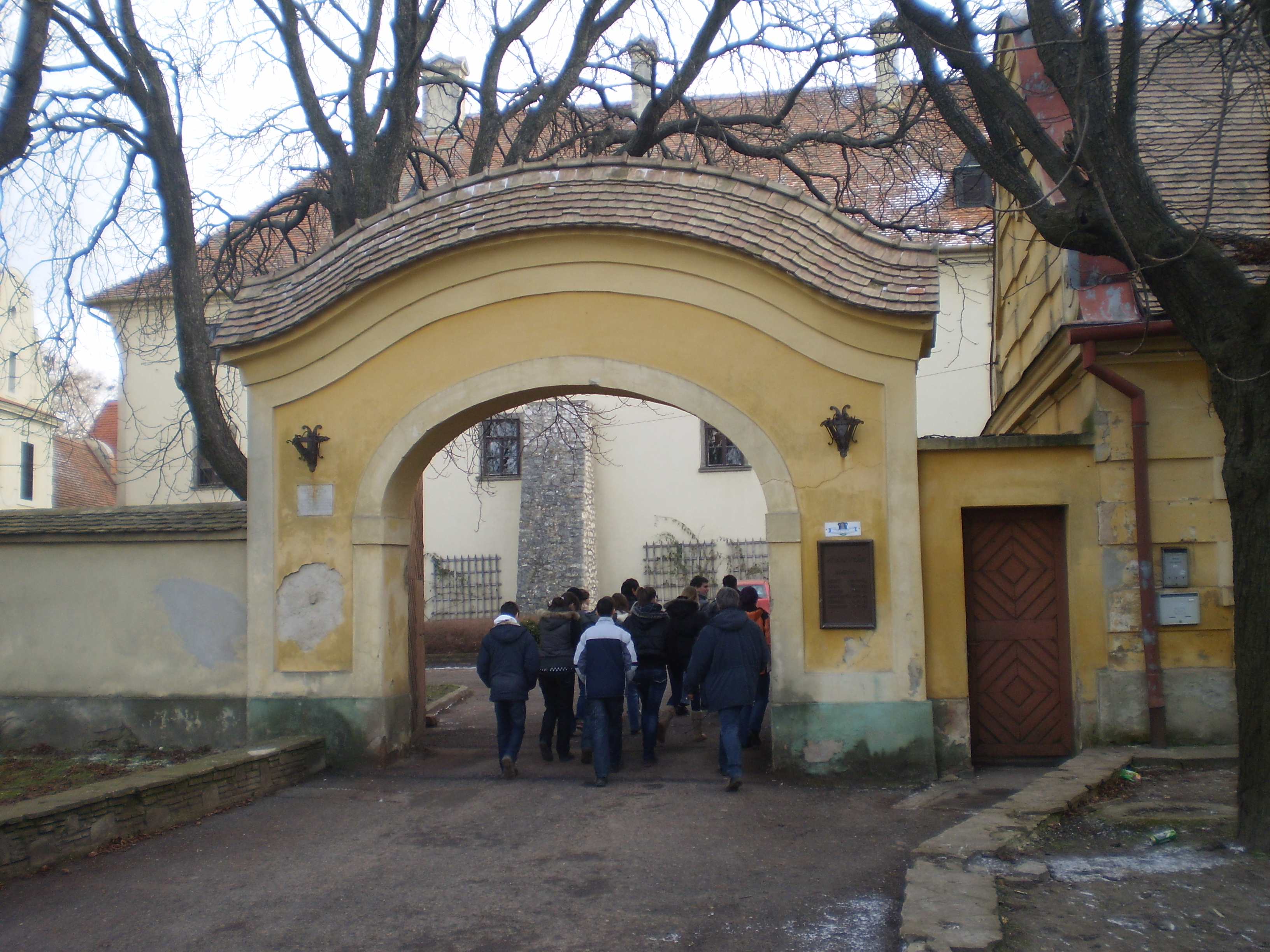
Kapu
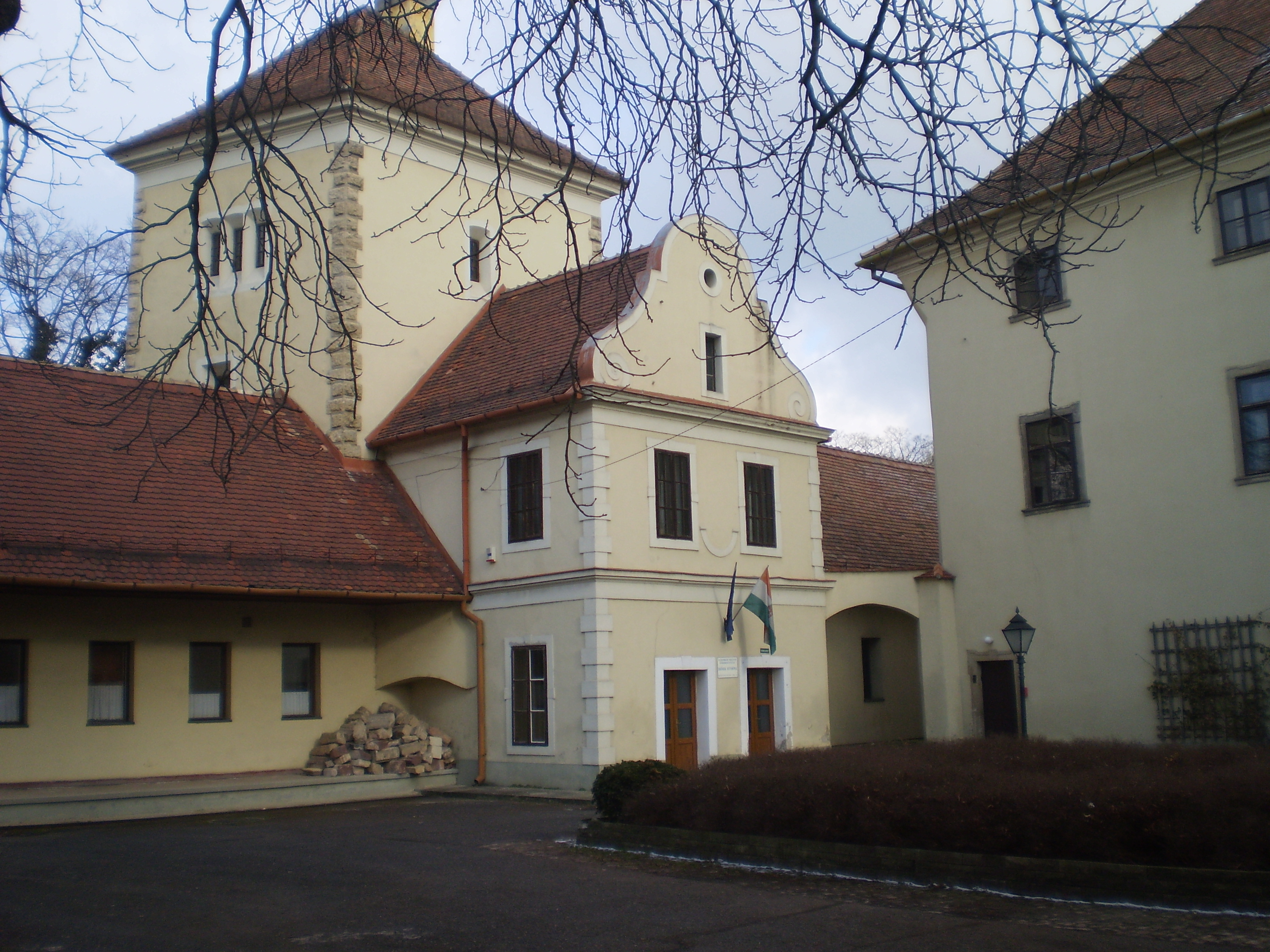
Udvar
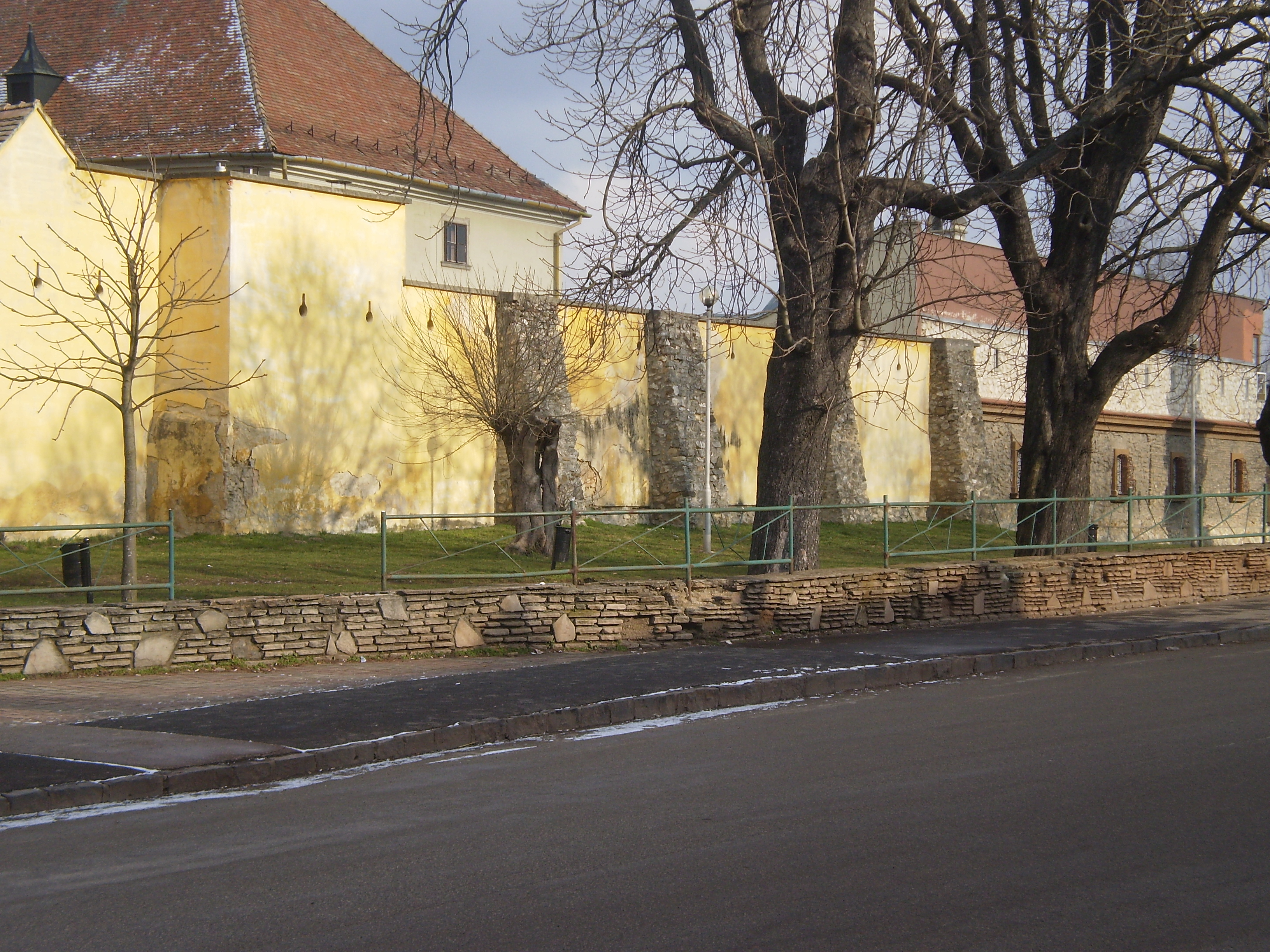
Középkori várfalak
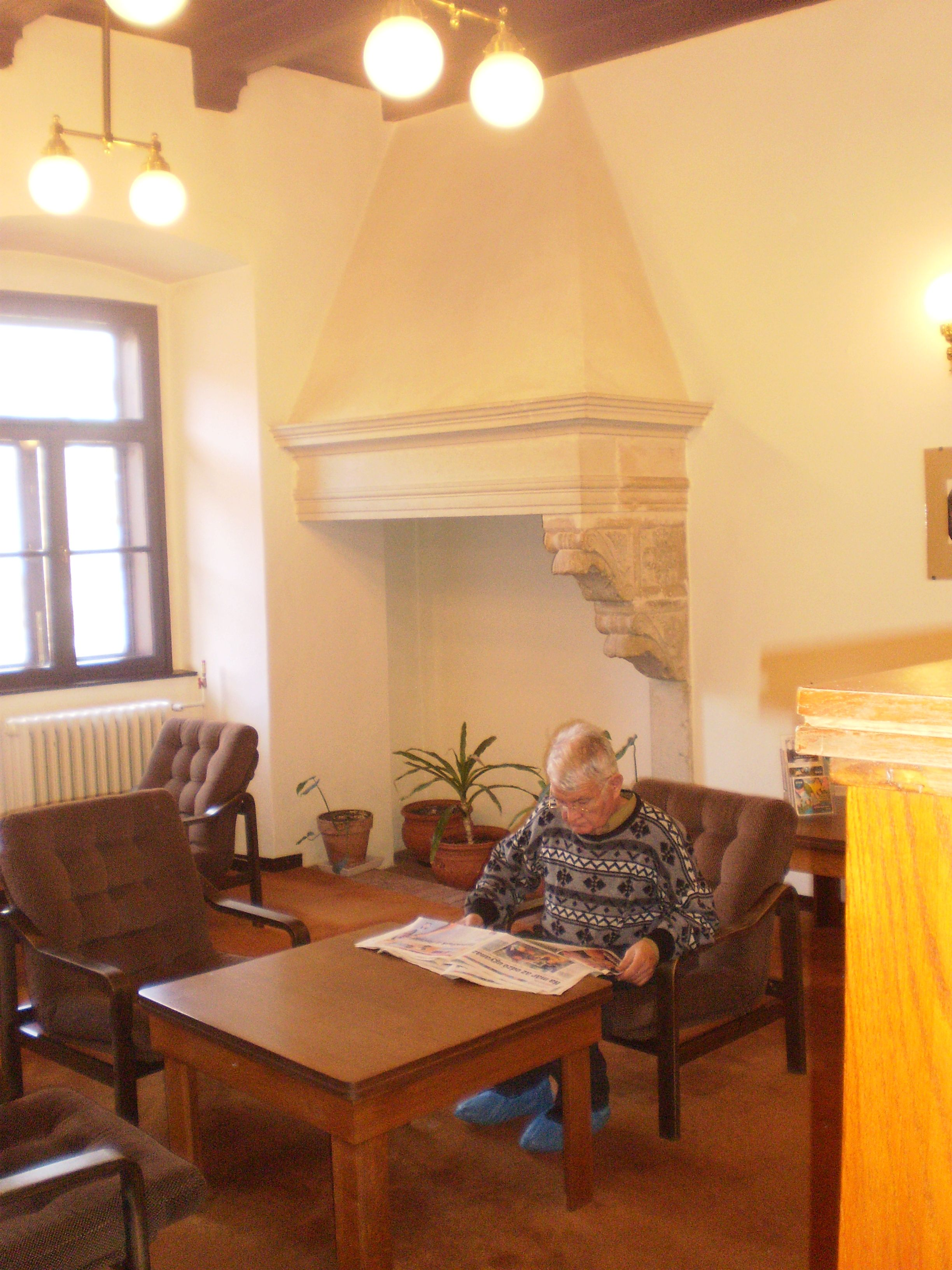
Könyvtár, reneszánsz kandalló
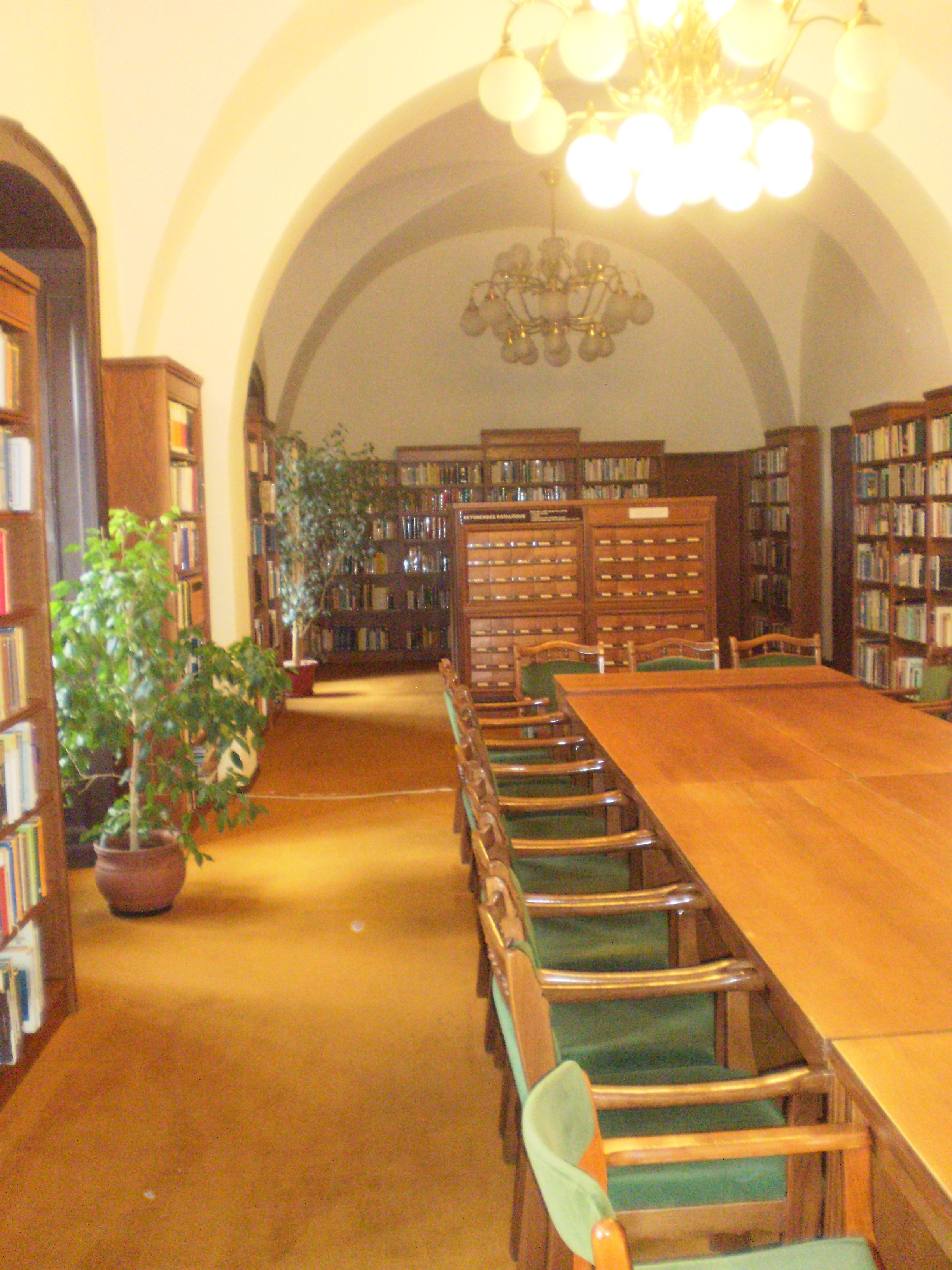
Könyvtár, olvasóterem
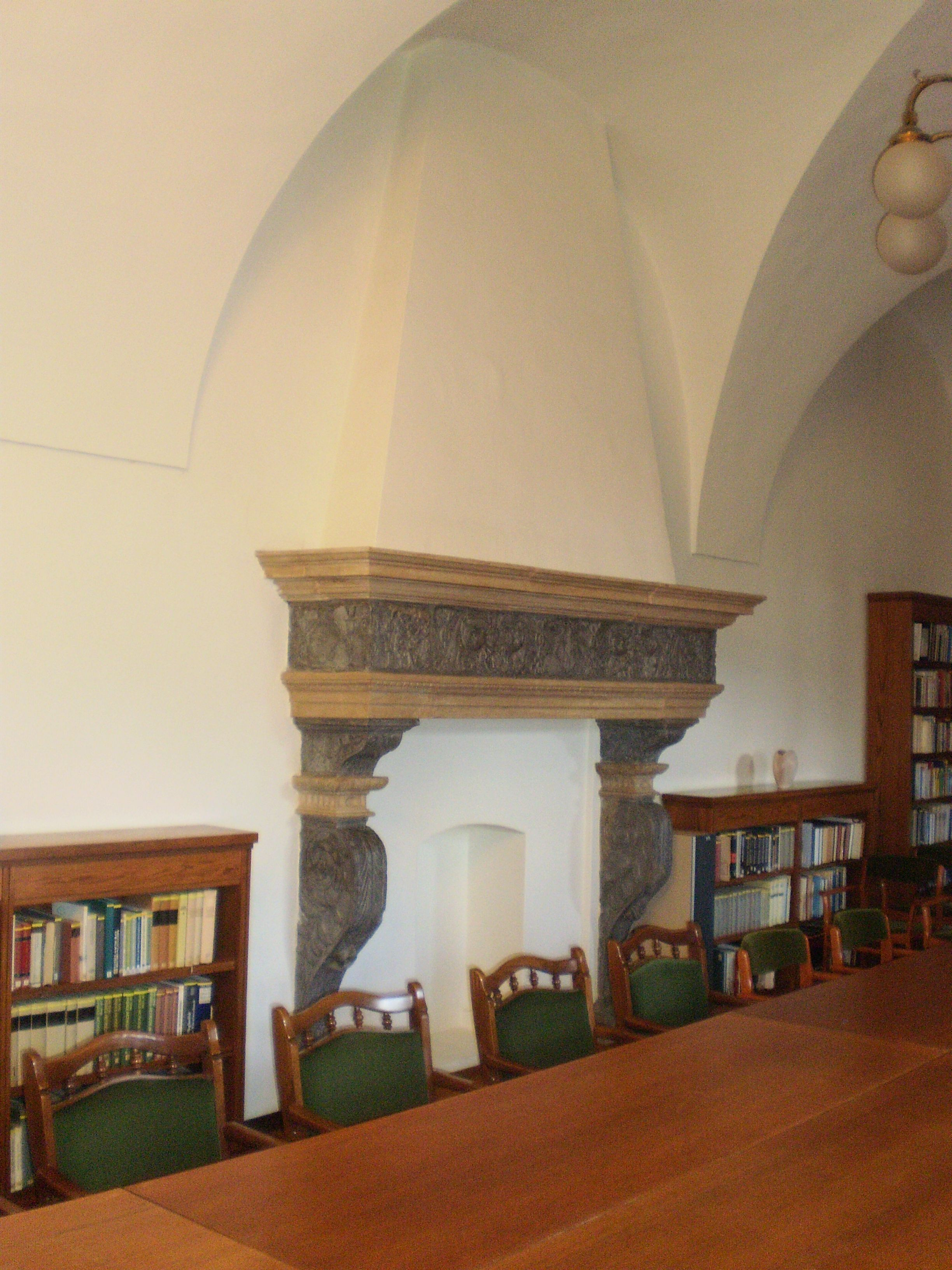
Könyvtár, az olvasóterem kandallója
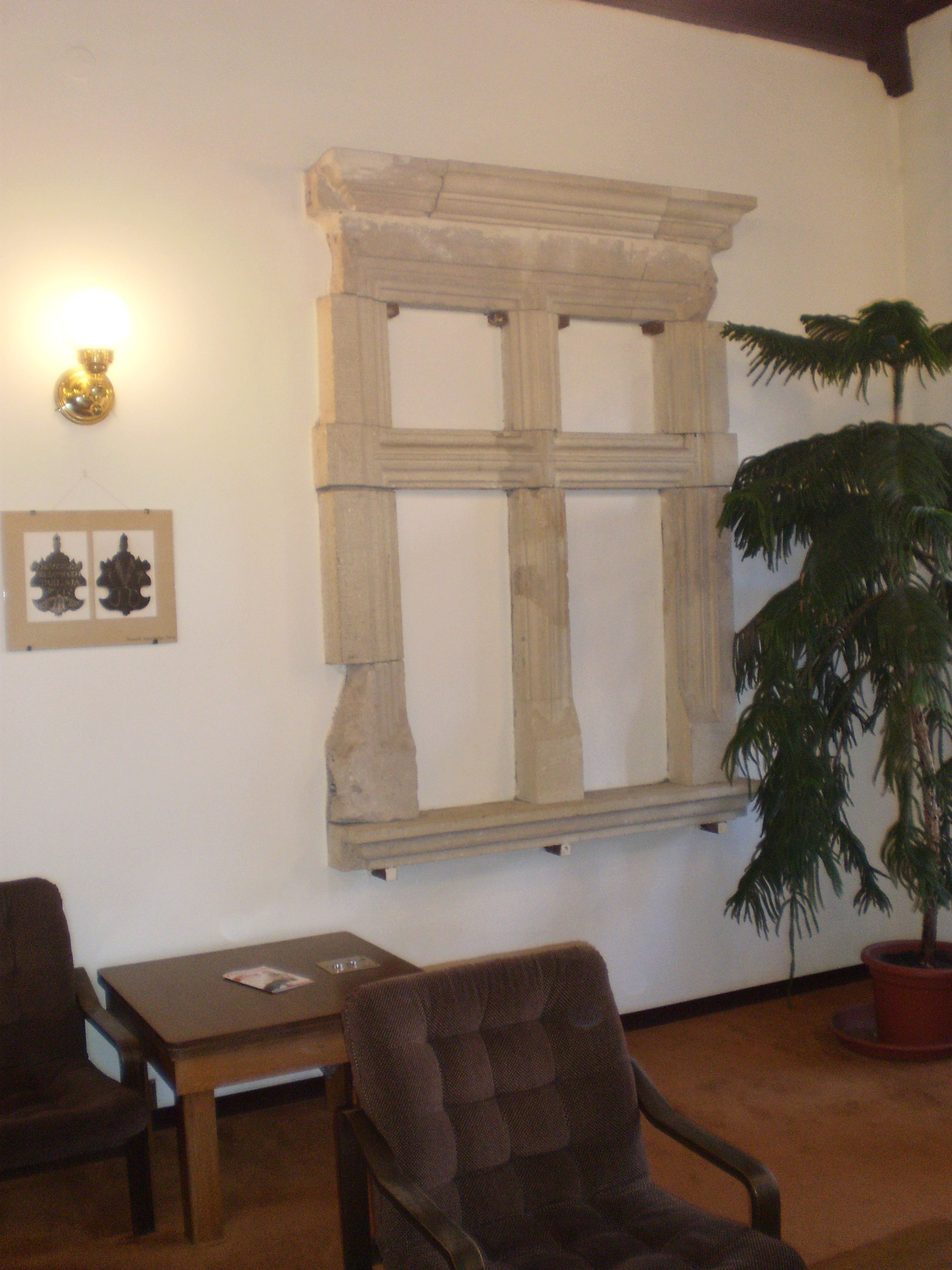
Könyvtár, befalazott ablak